# Kerstin Öhlin-Lejonklou
Kerstin Öhlin Lejonklou, född Öhlin 18 oktober 1937, silversmed. 
Kerstin Öhlin Lejonklou är sedan 1963 verksam i Östersund och har verkstad där. Öhlin Lejonklou har utvecklat en smyckekonst av raffinerad enkelhet. Hon har gjort till exempel broscher med formen av stiliserade fåglar. Hon har gett prov på en stor hantverksskicklighet i såväl sina arbeten i guld som i sina sakrala verk i kyrkor. Hon använder ofta kuben som formspråk.  Öhlin Lejonklou finns representerad vid Nationalmuseum i Stockholm.

## Priser och utmärkelser
- 1963 – De Beers stipendium
- 1966 – Östersunds stads kulturstipendium
- 1981 – Östersunds Hantverksförenings stipendium
- 1981 – Diamonds Today
- 1993 – Årets företagare
- 2004 – Hederssmed i Nutida Svenskt Silver
- 2004 – Prins Eugen-medaljen
- 2008 – Östersunds Rotarys kulturpris